# 무딘침개미속
무딘침개미속은 개미의 한 속으로, 배자루마디와 배의 접속부가 굵고 이마방패 앞 가장자리에 많은 미세한 이모양의 돌기가 있으며, 잘 발달된 침과 긴 큰턱이 있다. 또한 눈은 퇴화했거나 없다. 지네를 포식한다. 60개 이상의 종이 있으며, 열대나 온대 지역에 서식한다.